# 宇賀地村
宇賀地村（うがちむら）は、新潟県北魚沼郡にあった村。

## 沿革
- 1889年（明治22年）4月1日 - 町村制施行に伴い北魚沼郡竜光村、新道島村、星野新田、下島村、下新田、田川村、徳田村、和長島村が合併し、宇賀地村が発足。
- 1901年（明治34年）11月1日 - 北魚沼郡堀之内村、城下村と合併し、堀之内村を新設して消滅。